# Autostrada międzystanowa nr 88 (zachodnia)
Interstate 88 (west) – amerykańska autostrada międzystanowa znajduje się w północnej części kraju, w Illinois, USA.
Została oddana do użytku w 1988. Swój początek bierze przy I-80 na zachodzie Illinois, a kończy się w mieście Hillside niedaleko Chicago przy skrzyżowaniu I-290 oraz I-294. Ma długość 226 km (140 mil). Autostrada biegnie tylko przez Illinois.
Jest ważną arterią komunikacyjną miast:
- Moline
- Rochelle
- DeKalb
- Aurora
- Chicago